# Kaveh Rostamkhani
Kaveh Rostamkhani (* 1989 in Teheran) ist ein Autor, Journalist und Dokumentarfotograf. Er lebt in Berlin.

## Leben
Kaveh Rostamkhani ist in Teheran geboren und in Deutschland aufgewachsen. Nach dem Abitur in München studierte er Kommunikationsdesign in Hannover.

## Journalismus
Als Dokumentarfotograf und Journalist widmet sich Kaveh Rostamkhani mit kritischem Blick soziopolitischen Themen in Europa und Mittlerem Osten. Zwischen 2014 und 2017 recherchierte er intensiv zu Migration nach Europa und zur europäischen Migrationsgesetzgebung. In diesem Zusammenhang veröffentlichte er das Projekt Rebordering Europe. Zeitgleich arbeitete er an Geschichten zu neuen Rechten in Deutschland mit. In diesem Zusammenhang wurde er mehrfach bei der Arbeit drangsaliert.
Nach dem Zerfall der afghanischen Zentralregierung im August 2021 zog er als einer der ersten ausländischen Journalisten nach Kabul, berichtete über mehrere Monate hinweg aus Afghanistan für europäische Medien und wirkte an einem Buchprojekt des Krisenreporters Wolfgang Bauer mit.
Seine Arbeiten erschienen bisher unter anderem bei CNN, Der Spiegel, Harper’s Magazine, Helsingin Sanomat, Neue Zürcher Zeitung, NRC Handelsblad, Politiken, Stern, Süddeutsche Zeitung, Time, The Wall Street Journal und Zeit Magazin. Die intellektuellen und akademischen Beiträge von Rostamkhani zu medialen und foto-ethischen Themen sind des Öfteren auf weitgehende Beachtung in Fachkreise gestoßen.
Während der israelischen Angriffe auf Iran im Juni 2025, verfasste Rostamkhani als einer der wenigen unabhängigen Stimmen vor Ort mehrere Depeschen aus Teheran, die medial zitiert wurden.

## Ausstellungen
- 2016: München, Münchner Stadtbibliothek[19]: Iran: Generation Post-Revolution
- 2016: Berlin, Heinrich-Böll-Stiftung[20]: Rebordering Europe
- 2019: Bonn, Haus der Geschichte[21]: Rückblende, Der deutsche Preis für politische Fotografie – Serie Deutsche Zustände

## Auszeichnungen
- 2014: Shortlist Reportage-Fotografie Henri-Nannen-Preis
- 2014: Gold Medal[22] China International Press Photo Contest – Daily Life Stories
- 2017: Lobende Erwähnung Reportage-Fotografie Nannen-Preis[23]
- 2023: Hansel-Mieth-Preis[24] zusammen mit Wolfgang Bauer
- 2023: Fotogeschichte des Jahres, Shortlist[25] Stern-Preis